# Аржантон Шато
Аржантон Шато (фр. Argenton-Château) је бивше насеље и општина у западној Француској у региону Поату-Шарант, у департману де Севр која припада префектури Bressuire.
По подацима из 1999. године у општини је живело 1038 становника, а густина насељености је износила 988 становника/km². Општина се простире на површини од 1,05 km². Налази се на средњој надморској висини од 115 метара (максималној 121 m, а минималној 74 m).

## Демографија
| 1962. | 1968. | 1975. | 1982. | 1990. | 1999. |
| ----- | ----- | ----- | ----- | ----- | ----- |
| 981   | 1.097 | 1.138 | 1.107 | 1.078 | 1.038 |

График промене броја становника у току последњих година